# Storbacktjärnen, Ångermanland
Storbacktjärnen är en sjö i Örnsköldsviks kommun i Ångermanland och ingår i Gideälvens huvudavrinningsområde.